# Buj (Magyarország)
Buj község Szabolcs-Szatmár-Bereg vármegye Ibrányi járásában.

## Fekvése
A vármegye, és egyben a Nyírség északi részén fekszik, a megyeszékhely Nyíregyházától mintegy 10 kilométerre északra. A térség más fontosabb települései közül Gávavencsellő 11,5, Ibrány 12, Nagyhalász pedig 17,5 kilométer távolságra található.
A közvetlen szomszédos települések, településrészek: észak felől Tiszabercel, északkelet felől Paszab, kelet-északkelet felől Ibrány, kelet felől Ibrány-Nagytanya, délkelet felől Kótaj, dél felől Nyírtelek, délnyugat felől Gávavencsellő-Paszabcsúcs, északnyugat felől pedig Gávavencsellő.
Településrésze Herminatanya, mely a belterületének északi szélén helyezkedik el, a központjától bő egy kilométerre.

### Megközelítése
Ma csak közúton érhető el, Kótaj vagy Tiszabercel felől a 3823-as úton.
Korábban megközelíthető volt vonattal is: a MÁV által fenntartott Nyírvidéki Kisvasút mindkét vonala, a 118-as számú Nyíregyháza NYK–Kótaj– Buj–Herminatanya–Balsai Tisza-part vonal és 119-es számú Nyíregyháza NYK–Kótaj–Buj–Herminatanya–Dombrád vonal is áthaladt rajta. A két vonalnak Buj területén három megállási pontja is volt, és csak a harmadik (a legészakibb), Herminatanya után váltak szét egymástól. A vasúton üzemszünet van 2009 decembere óta, a község azóta közösségi közlekedéssel csak a Trans-Tour '90 Közlekedési Kft. autóbuszjárataival közelíthető meg.

## Története
A 14. századtól ismert település. Valószínűleg  eredetileg várispánsági birtok lehetett.
Neve az idők során „Bwl”, „Buul”, „Buly” alakban fordult elő az oklevelekben.
Először 1327-ben említették az oklevelek, birtokosa ekkor a Buji család volt, majd 1463-ban a Kállay család lett a fő birtokosa, de a Buji családnak is voltak itt birtokrészei.
1461-ben Csűry Pált, a Szabolcs vármegyei alispánt találjuk itt mint birtokost.
1588-ban több család is birtokosa volt, így a Buji, Litteráti, Báthory és Ványi családok is.
1629-ben Puha Ferenc kötötte le a nagykállói Megyeri Gábornak 33 arany 18 tallér ellenében.
A 19. században, a jobbágyfelszabadításkor nemesi közbirtokossági falu volt. Ekkor fő birtokosai az Ibrányi és Krajnyik családok voltak.
Határában, Buj és Kótaj között, állt egykor az úgynevezett „Törik-szakad csárda”, amely Jókai Mór Egy magyar nábob című regényéből ismert.

## Közélete

### Polgármesterei
- 1990–1994: Frank Sándor (független)[3]
- 1994–1998: Frank Sándor (független)[4]
- 1998–2002: Frank Sándor (független)[5]
- 2002–2006: Frank Sándor (független)[6]
- 2006–2010: Frank Sándor (független)[7]
- 2010–2014: Barta Miklós Ferenc (független)[8]
- 2014–2019: Barta Miklós Ferenc (Fidesz-KDNP)[9]
- 2019–2024: Barta Miklós Ferenc (Fidesz-KDNP)[10]
- 2024– : Takács László (Fidesz-KDNP)[1]

## Népesség
A település népességének változása:
| Lakosok száma | 2303 | 2291 | 2287 | 2168 | 2189 | 2192 | 2217 |
|               | 2013 | 2014 | 2015 | 2021 | 2022 | 2023 | 2024 |

2001-ben a település lakosságának 98%-a magyar, 2%-a cigány nemzetiségűnek vallotta magát.
A 2011-es népszámlálás során a lakosok 92,8%-a magyarnak, 8,6% cigánynak mondta magát (7,2% nem nyilatkozott; a kettős identitások miatt a végösszeg nagyobb lehet 100%-nál). A vallási megoszlás a következő volt: római katolikus 30,2%, református 18,3%, görögkatolikus 19,6%, evangélikus 1%, felekezeten kívüli 16,5% (14,2% nem válaszolt).
2022-ben a lakosság 90,6%-a vallotta magát magyarnak, 4,6% cigánynak, 0,2% ukránnak, 0,1% németnek, 1,8% egyéb, nem hazai nemzetiségűnek (9,4% nem nyilatkozott; a kettős identitások miatt a végösszeg nagyobb lehet 100%-nál). Vallásuk szerint 21,5% volt római katolikus, 17,8% református, 15,9% görög katolikus, 1,1% egyéb keresztény, 0,8% evangélikus, 0,1% izraelita, 0,1% ortodox, 7,6% felekezeten kívüli (34,9% nem válaszolt).

## Nevezetességei
- Görögkatolikus templom - 1818 és 1825 között épült, késő barokk stílusban.
- Református templom - 1850 körül épült, késő barokk stílusban.
- Nyírvidéki Kisvasút (A vonatközlekedés már megszűnt)
- Lecsófőző Falunap, melyet minden nyáron, augusztus utolsó szombatján rendeznek meg.

## Érdekességek
- Határában, Buj és Kótaj között, állt egykor az úgynevezett „Törik-szakad csárda”, amely Jókai Mór Egy magyar nábob című regényéből ismert.
- A községtől délre, a 3823-as út mellett létesül a Mavir 400/132 kV-os alállomása.[14]

## Természeti értékei
- 1896-ban ültetett, védett tölgyfák.